# 陶璜
陶璜（？—290年），字世英，中國三國時代東吳及西晉時人。陶璜生於東吳官宦家庭，歷任顯位。3世紀60年代，東吳所轄的交州（州境包括現時越南北部）地區一度被西晉侵佔，雙方遂在當地爆發爭奪戰，陶璜受東吳孫晧委派率兵，成功擊敗晉軍，璜任交州刺史。其後，西晉於280年滅吳，陶璜投降，晉武帝繼續授任他為交州刺史。陶璜在交州任職三十年，深得當地民眾愛戴，後世越南史書甚至盛讚他「威惠素著」。

## 生平

### 出身及仕吳
陶璜是丹楊郡秣陵縣（今中國南京）人，父親陶基，曾任東吳交州刺史（交州包括現時越南北部），他本人亦歷任顯位。據學者呂士朋的分析，陶璜由於父親曾在交州任官的背景，令他與該州帶有淵源，故頗為熟悉當地情況。

### 交州爭奪戰
263年，當時的交趾太守孫諝貪暴，引起當地民眾不滿。郡吏呂興等殺孫諝，並派人到中國北方的曹魏朝廷，要求接管交州。交州境內的九真、日南二郡亦響應附和。當時適值魏滅蜀漢，就乘機奪取三郡，派官員及軍隊南下交州。不久，265年，司馬炎已代魏，建立西晉，交趾等三郡亦成為晉朝轄地。東吳君主孫晧銳意收復失地，乃於268年派交州刺史劉俊、前部督脩則（又作修則）進擊交趾。晉軍派援軍從蜀來反擊，大敗吳軍，劉俊等戰死。 269年，孫晧再度出兵，陶璜「自表討賊」（自我推薦參加戰事），孫晧便派虞汜為監軍，薛珝為威南將軍大都督，陶璜為蒼梧太守，經合浦再次出擊交趾。
在對晉軍的交戰當中，陶璜為吳軍作出貢獻甚多，因功獲封丹楊侯。虞汜、薛珝、陶璜初到達時，作戰失利，陶璜部隊退保合浦，損失手下兩員將領。上司薛珝怪責陶璜，說他「自表討賊，而喪二帥，其責安在」，陶璜駁斥說「諸軍不相順，故致敗耳」，但薛珝仍感惱怒，打算撤軍。陶璜便帶士卒數百夜襲晉軍將領董元，「獲其寶物，船載而歸」，薛珝表示欣賞，任命他「領交州，為前部督」。其後陶璜率兵經海道，直達交趾郡城，進攻董元部隊。在攻城戰中，陶璜識破董元的伏兵之計，「諸將將戰，璜疑斷牆內有伏兵，列長戟於其後。兵纔接，元偽退，璜追之，伏兵果出，長戟逆之，大破元等」。此外，陶璜又以賂遺的方法，拉攏當地人士協助，「以前所得寶船上錦物數千匹遺嚴賊帥梁奇，奇將萬餘人助璜」。再者，陶璜還採用離間計，使董元誅殺自己的手下勇將解系，為吳軍排除威脅。最後，陶璜與薛珝攻破晉軍，克服交趾，擒獲晉廷所置守將，九真、日南三郡亦降吳，孫晧便委用陶璜為交州刺史。時在271年。
陶璜在孫晧時期，曾征討在廣州起事的郭馬，平定較偏遠的武平、九德、新昌地區的「夷獠」，因而「開置三郡，及九真屬國三十餘縣」。孫晧打算調任陶璜為武昌都督，但在交州民眾數千人請求下，陶璜繼續在當地任官。

### 歸降晉朝
280年，西晉南下攻吳，孫晧歸降，吳至此滅亡。陶璜仍保有交州，孫晧親自寫信，勸璜歸順。陶璜流涕數日，才派員到晉朝首都洛陽表示投降。晉武帝繼續任命他為交州刺史，加號冠軍將軍，封宛陵侯。
西晉政府統一中國後，晉武帝鑑於東漢末年州郡勢力過重，造成地方割據之局，於是打算削減各州郡兵力。身為交州刺史的陶璜並不贊同，便上書力陳不應削州郡兵的理由，是交州鄰近的林邑國「數攻百姓」，在東吳時期就曾「攻破郡縣，殺害長吏」，而交州又與廣州相接，「二州唇齒，唯兵是鎮」，因此有必要維持晉朝整個南方邊境的安全。再加上交州氣候易使人染病致死，「南土溫濕，多有氣毒，加之累年征討，死亡減耗」，這本已使交州兵員數目大減。所以陶璜提出「州兵未宜約損，以示單虛」，使林邑國等外敵以為有機可乘。晉武帝聽從其議，讓交州保持原有兵額。陶璜又提出發展及整頓合浦的採珠業，這些建議也獲得晉廷採納。
陶璜在交州任官，經歷東吳、西晉兩朝，前後三十年，深得當地民眾愛戴。約永熙元年（290年），陶璜去世，謚為烈侯，史稱當地「舉州號哭，如喪慈親」。

## 家庭

### 父親
- 陶基，曾任東吳交州刺史。

### 兄弟
- 弟陶濬，為東吳鎮南大將軍、荊州牧。晉滅吳之役，向吳主孫皓借兵迎戰晉軍，不料一夜間二萬兵卒不敵潰散，遂不戰而敗。
- 弟陶抗，晉武帝時太子中庶子。

### 子輩
- 子陶融，孫皓派其送信去勸陶璜降晉。
- 子陶威，曾任晉朝蒼梧太守，後來領交州刺史。
- 子陶淑，陶威之弟，繼任交州刺史。
- 姪陶湮，陶濬之子，字恭之，晉朝官至臨海太守、黃門侍郎。
- 姪陶猷，陶濬之子，字恭豫，晉朝宣城內史，後任王導右軍長史。
- 姪陶回，陶抗之子。

### 孫輩
- 孫：陶綏，陶淑或陶威之子（《晉書》稱「（陶）威弟淑，子綏」[14]，《越史略》則稱「陶綏，淑子」[15]），任交州刺史。
- 姪孫：陶馥，陶湮之子，於湖令，為韓晃所殺，追贈廬江太守。

※以上各項，參考自《晉書·陶璜傳》。

## 評價
陶璜以其軍事和管治才能，獲得後世史家的讚揚。如唐代官修的《晉書》，就稱他「有謀策，周窮好施，能得人心」。越南後黎朝官修的《大越史記全書》亦稱他「威惠素著，為殊俗所慕」。
今越南北寧省順城縣清姜社青懷村有晉建興二年（碑陽）、南朝宋元嘉二十七年（碑陰）《青懷村碑》（晉故使持節冠軍將軍交州牧陶列侯碑），碑陽為西晉時建立陶璜祠時的文字，碑陰為蘭陵蕭景憲紀念陶璜祠重修的碑文。該地至今仍祭祀陶璜。

## 延伸阅读
[在维基数据编辑]
 《晉書/卷057》，出自房玄齡《晉書》

## 外部連結
- （中文）.[永久]
- （中文）. （原始内容存档于2009-02-11）.
- （中文）. （原始内容存档于2016-03-05）.